# Pseudocerocoma
Pseudocerocoma (лат.) — род жуков-мягкотелок из подсемейства Chauliognathinae (Ichtyurini, Cantharidae). Встречаются в Центральной (Коста-Рика, Мексика, Сальвадор) и Южной Америке (Колумбия).

## Описание
Мелкие жуки желтовато-коричневого цвета, длина тела около 1 см. Отличается сильно модифицированными антеннами и максиллярными щупиками самцов, а также очень мелким и слабо хитинизированным эдеагусом. Род был впервые выделен в 1919 году французским энтомологом Морисом Пиком для вида Lobetus mirabilis Gorham, 1881. Долгое время род оставался монотипическим. В 2024 году из Колумбии был описан второй вид, который отличается от первого вида рода формой усиков и брюшного сегмента 8, а также некоторыми аспектами окраски. Этот новый вид служит дополнительным доказательством положения Pseudocerocoma Pic, 1919 как отдельного рода от Malthoichthyurus Pic, 1919, а также представляет собой первую находку трибы Ichthyurini в Колумбии. Это обнаружение показывает важность природоохранных мероприятий, проводимых в единственном известном местонахождении — биологической станции Туленапа при Университете Антиокии.
- Pseudocerocoma mirabilis (Gorham, 1881) — Коста-Рика, Мексика, Сальвадор[2]
  - =Lobetus mirabilis Gorham, 1881[4]
  - =Ichthyurus mirabilis (Gorham, 1881)
- Pseudocerocoma tulenapa Serna-Muñoz & Alzate-Cano, 2024 — Колумбия[3]